# 矛叶瘤蕨
矛叶瘤蕨（学名：Phymatosorus lanceus）为水龙骨科瘤蕨属下的一个种。

## 扩展阅读
- 維基物種上的相關：矛叶瘤蕨